# Tolgay Arslan
Tolgay Ali Arslan (* 16. August 1990 in Paderborn) ist ein deutsch-türkischer Fußballspieler, der seit Juli 2024 beim Sanfrecce Hiroshima unter Vertrag steht. In der deutschen Bundesliga stand Arslan – abgesehen von einer einjährigen Unterbrechung – fünfeinhalb Jahre beim Hamburger SV unter Vertrag.

## Karriere

### Vereine

#### Jugendzeit
Tolgay Arslan begann mit fünfeinhalb Jahren beim SC Grün-Weiß Paderborn mit dem Fußballsport. Dort verbrachte er die folgenden sieben Jahre. Zur Saison 2003/04 wechselte er als C-Jugendlicher in die Jugendabteilung von Borussia Dortmund, in der er bis zur A-Jugend (U-19) aktiv war. In der Dortmunder A-Jugend erzielte er als Mittelfeldspieler in 13 Spielen 21 Tore.

#### Hamburger SV
Im Sommer 2009 verpflichtete der Hamburger SV Arslan. Er unterschrieb einen Profivertrag mit Laufzeit über vier Jahre bis zum 30. Juni 2013, der in der Sommerpause 2012 bis 2015 verlängert wurde. Anfangs kam Arslan in der von Rodolfo Cardoso trainierten zweiten Mannschaft (U23) in der viertklassigen Regionalliga Nord zum Einsatz. Da es in der ersten Mannschaft zu vielen Verletzungen kam, debütierte er unter Trainer Bruno Labbadia am 17. Oktober 2009 (9. Spieltag) beim 0:0 gegen Bayer 04 Leverkusen in der Bundesliga. Aufgrund einer Verletzung musste Arslan bereits in der 39. Spielminute durch Tunay Torun ersetzt werden. Bis zum Ende der Hinrunde folgten vier weitere Einsätze. In der Folge stoppten ihn weitere Verletzungen. Außerdem kam er in der Rückrunde wieder vermehrt in der zweiten Mannschaft zum Einsatz. So kam Arslan in der Rückrunde nur noch auf einen weiteren Einsatz in der Bundesliga. Am 25. April 2010 (32. Spieltag) wurde er bei der 1:5-Niederlage bei der TSG 1899 Hoffenheim in der 56. Spielminute für Jonathan Pitroipa eingewechselt. In der 89. Spielminute sah er nach einem Foulspiel gegen den Hoffenheimer Tobias Weis die Rote Karte.

##### Leihe nach Aachen
Zur Saison 2010/11 wechselte Arslan für ein Jahr auf Leihbasis zu Alemannia Aachen, für die er am 26. August 2010 unter Trainer Peter Hyballa im Spiel gegen den 1. FC Union Berlin in der Startelf debütierte und sich daraufhin schnell zum Stammspieler entwickelte. So gelangen ihm in 31 Zweitligaeinsätzen sechs Tore. Hinzu kamen vier Einsätze im DFB-Pokal.

##### Rückkehr nach Hamburg
Zur Saison 2011/12 kehrte Arslan zum Hamburger SV zurück. Bei einem Testspiel im Trainingslager gegen den VfL Wolfsburg verletzte er sich nach einem Zweikampf mit Ashkan Dejagah so schwer, dass er erst am 25. September 2011 (6. Spieltag) in der zweiten Mannschaft wieder eingesetzt werden konnte. Eine weitere Verletzung setzte ihn bis zum Ende der Hinrunde außer Gefecht. Im Wintertrainingslager konnte Arslan wieder über einen längeren Zeitraum mit der Mannschaft trainieren. Am 18. Februar 2012 absolvierte er sein Saisondebüt in der Bundesliga, als er beim Spiel gegen den SV Werder Bremen in der 72. Spielminute für Jacopo Sala eingewechselt wurde. Für seine Leistung erhielt Arslan von seinem Trainer Thorsten Fink eine positive Kritik. Am nächsten Spieltag (24. Februar 2012) erzielte er beim 1:1 bei Borussia Mönchengladbach seinen ersten Bundesligatreffer. In der Bundesliga-Saison 2012/13 stieg Arslan schließlich zur Stammkraft neben dem kroatischen Nationalspieler Milan Badelj auf der Doppelsechs-Position beim HSV auf. Nachdem Rafael van der Vaart in der Saison 2014/15 unter Josef Zinnbauer ins defensive Mittelfeld zurückgezogen wurde, kam Arslan zu immer weniger Einsatzzeit. 

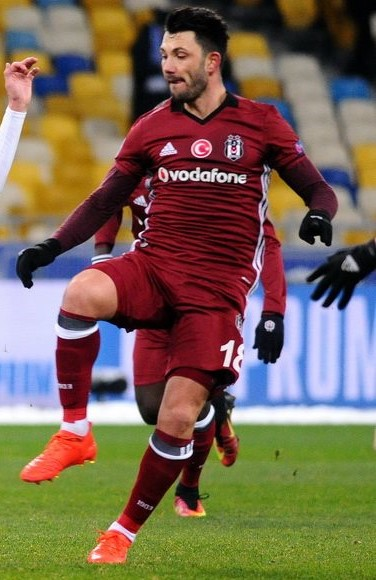
Tolgay Arslan beim Einsatz im Beşiktaş-Trikot (2016).

#### Wechsel in die Türkei und Italien
Am 28. Januar 2015 wechselte Arslan ein halbes Jahr vor Auslaufen seines Vertrages in die türkische Süper Lig zu Beşiktaş Istanbul. Er unterschrieb einen Vertrag über dreieinhalb Jahre bis zum 30. Juni 2018 und kostete 450.000 Euro Ablöse. Mitte Juli 2015 zog sich Arslan einen Kreuzbandriss im linken Knie zu. In der Saison 2015/16 wurde Arslan mit Beşiktaş türkischer Meister.
Am 31. Januar 2019 wechselte Arslan für eine Ablösesumme von 3,2 Millionen Euro innerhalb der Süper Lig zu Fenerbahçe Istanbul. Sein Debüt gab er bereits am nächsten Tag, als er am 1. Februar 2019 beim 2:0-Sieg gegen Göztepe Izmir in der 64. Minute für Yassine Benzia eingewechselt wurde.
Nach eineinhalb Jahren und seiner einvernehmlichen Vertragsauflösung mit Fenerbahçe wechselte Arslan im September 2020 zur Saison 2020/21 zum italienischen Erstligisten Udinese Calcio. Bei Udinese war er ein gesetzter Stammspieler und absolvierte in 3 Jahren 101 Pflichtspiele und erzielte dabei 5 Tore.

#### Wechsel nach Australien
Im Juli 2023 wechselte er nach Australien zum Melbourne City FC. Er erlebte eine erfolgreiche Saison in Melbourne, wurde geteilter Fünfter der Torschützenliste,  und kam mit seinem Verein ins Playoff-Halbfinale, wo sie dem Lokalrivalen Melbourne Victory im Elfmeterschießen unterlagen. Clubintern gewann er zwei Preise: Den Golden Boot für die meisten erzielten Tore (19 Tore in allen Wettbewerben) sowie die Scott Jamieson-Medal, die den von den Spielern des Clubs gewählten Spieler der Saison ehrt. Anfang Juli 2024 wurde bekannt, dass Arslan seinen Vertrag bei Melbourne City auflösen ließ.

#### Wechsel nach Japan
Wenige Wochen nach seiner Vertragsauflösung in Melbourne wurde sein Wechsel zum japanischen Verein Sanfrecce Hiroshima, der von Michael Skibbe trainiert wird, bekannt. Am Ende der Saison 2024 wurde er mit Sanfrecce Hiroshima Vizemeister der Liga. Am 8. Februar 2025 gewann er mit Sanfrecce Hiroshima den japanischen Supercup. Das Spiel gegen den Meister Vissel Kōbe gewann man mit 2:0.

### Nationalmannschaft
Da Arslan sowohl die deutsche als auch die türkische Staatsbürgerschaft besitzt, konnte er zwischen den Nationalmannschaften beider Länder wählen. Nachdem er sich zunächst für die türkische Nachwuchsnationalmannschaft entschieden hatte, revidierte er dies im Dezember 2010 und wollte zukünftig für die deutsche Nationalmannschaft spielen. Im November 2012 wurde Arslan zum ersten Mal für die deutsche U-21 Nationalmannschaft nominiert, mit der er auf die Türkei traf (1:1). Bei diesem Spiel stand er in der Startelf. Bereits im März 2013 absolvierte Arslan sein drittes und letztes Länderspiel, als er beim 2:1-Sieg gegen Israel zum Einsatz kam. U21-Bundestrainer Rainer Adrion nominierte ihn zwar für den vorläufigen Kader für die U21-Europameisterschaft 2013 in Israel, allerdings musste Tolgay verletzungsbedingt absagen.

## Erfolge
- Borussia Dortmund – Junioren
  - Torschützenkönig der A-Junioren-Bundesliga (Staffel West): 2008/09
  - A-Junioren-Bundesliga: Vizemeister 2009
- Beşiktaş Istanbul
  - 2 × Türkischer Meister: 2016, 2017

Sanfrecce Hiroshima
- Japanischer Vizemeister: 2024
- Japanischer Supercup-Sieger: 2025

## Privates
Arslan ist Vater zweier Kinder (* 2014 und * 2017).